# Friedrich Karl Ferdinand (Braunschweig-Wolfenbüttel-Bevern)
Friedrich Karl Ferdinand von Braunschweig-Wolfenbüttel-Bevern (* 5. April 1729 in Braunschweig; † 27. April 1809 in Glücksburg) war regierender Fürst von Braunschweig-Bevern, dänischer Generalfeldmarschall und Oberhaupt der jüngeren welfischen Linie Braunschweig-Wolfenbüttel-Bevern.

## Leben
Er war der Sohn des Herzogs Ernst Ferdinand von Braunschweig-Wolfenbüttel-Bevern (1682–1746) und der Eleonore Charlotte von Kurland. Er trat 1742 als Hauptmann in holländische Kriegsdienste und nahm 1745 und 1746 an zwei Feldzügen teil. Er wechselte in die braunschweigische Armee, blieb aber weiterhin als Freiwilliger in der kaiserlichen Armee. Unter Leitung seines Vetters Herzog Ludwig Ernst von Braunschweig kommandierte er im Österreichischen Erbfolgekrieg das Both’sche Regiment bis zum Aachener Frieden von 1748. Anschließend kam er als Oberst wieder in holländische Dienste und wurde 1754 zum Generalmajor ernannt.

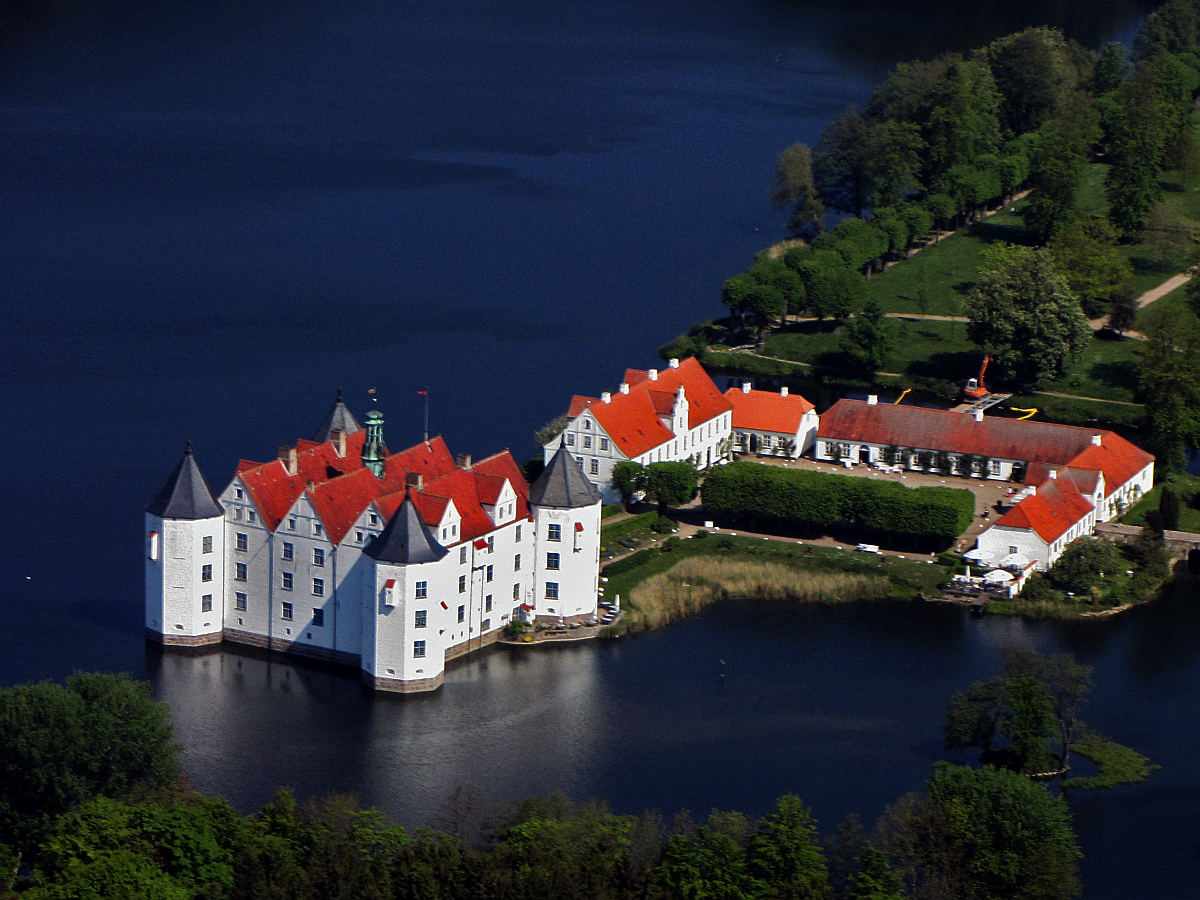
Schloss Glücksburg

Nach Ausbruch des Siebenjährigen Krieges reiste er am Ende des Jahres 1756 nach Dresden, wo er vom preußischen König Friedrich II. das Kommando über das zwangsrekrutierte kursächsische Regiment Prinz Xaver erhielt (Infanterieregiment S 59 von 1756/10). Dieses meuterte jedoch und lief auseinander, wofür ihm persönlich König Friedrich II. die Schuld gab. Friedrich Karl Ferdinand quittierte daraufhin 1759 den preußischen Dienst, trat in die britische Armee ein und nahm unter seinem Vetter Ferdinand von Braunschweig an der Schlacht bei Minden am 1. August 1759 teil. Im Jahre 1760 trat er in die dänische Armee ein, wo er in den folgenden Jahren aufstieg. So wurde er 1761 Generalleutnant, 1762 Kommandeur der Leibgarde bei Fuß und 1764 Generalinspekteur der Infanterie. Er wurde 1766 Gouverneur von Rendsburg und 1773 von Kopenhagen. Durch den Tod seines Bruders August Wilhelm wurde er 1781 Chef der jüngeren Linie Braunschweig-Bevern und Propst von St. Blasius und St. Cyriakus in Braunschweig. Seinen Wohnsitz nahm er jedoch mit Genehmigung des dänischen Königs, der ihn 1782 zum Generalfeldmarschall ernannte, auf Schloss Glücksburg.
Am 26. Oktober 1782 heiratete er Prinzessin Anna Karoline (1751–1824), Tochter des Fürsten Wilhelm Heinrich von Nassau-Saarbrücken und Witwe des 1779 verstorbenen Herzogs Friedrich Heinrich Wilhelm von Schleswig-Holstein-Glücksburg.
Im Jahre 1793 gründete er an seinem Stammort in Bevern eine Armenstiftung. Nach der Besetzung Braunschweigs durch napoleonische Truppen nahm er 1806 die Söhne Herzog Karl Wilhelm Ferdinands in Glücksburg auf. Friedrich Karl Ferdinand starb 1809 kinderlos in Glücksburg. Mit ihm starb die jüngere Linie Braunschweig-Bevern aus.